# Kalška gora
La Kalška gora est un sommet des Alpes, à 2 058 m d'altitude, dans les Alpes kamniques, en Slovénie.
C'est le sommet le plus septentrional de l'ensemble du Krvavec. Il est situé au sud du Grintovec, dont il est séparé par le col Kokrsko sedlo. Au col, le refuge Cojzova koča permet d'apprécier les parois de la Kalška gora de près. Environ trente voies d'escalade ont été ouvertes dans ces parois, d'un dénivelé variant de 100 m à 400 m.
Vers le sud, la Kalška gora est liée au Kalški greben par une longue crête que suit un chemin de randonnée, dont certains passages, notamment autour d'une brèche importante, sont du type via ferrata. Le versant sud-est est fait de courtes parois s'élevant au-dessus de la haute terrasse de Kalce, d'après laquelle Kalška gora fut nommée. Un chemin de chasseur y mène depuis la vallée de Kamniška Bistrica. On trouve sur la terrasse Kalce des vestiges d'alpages d'altitude datant de la Protohistoire. La première ascension au sommet a dû être faite par ce versant. Les faces nord-est et nord surplombent le large ravin par lequel on accède au col Kokrsko sedlo en partant de Kamniška Bistrica. Ces parois sont sillonnées de voies, parfois aussi répétées en hiver. Le versant nord-ouest descend vers la vallée de la Kokra et le vallon adjacent Suhadolnik. Les parois sommitales sont souvent visitées par les alpinistes, d'autant plus que l'accès est facilité par la proximité du refuge Cojzova. Également au départ du refuge, la voie normale de randonnée alpine longe le pied de ces parois.
La Kalška gora est dotée d'un panorama sommital incluant toute la partie occidentale de l'ensemble central des Alpes kamniques. Deux sommets sont cotés : Mala Kalška gora (2 019 m), et Velika Kalška gora (2 058 m).

## Sources
- (sl) Tone Golnar, Bojan Pollak, Plezalni vodnik Kamniška Bistrica, Planinska zveza Slovenije, Ljubljana, 1995. -guide d'alpinisme pour le val Kamniška Bistrica (Club alpin).
- Vladimir Habjan, Jože Drab... et al., Kamniško-Savinjske Alpe : planinski vodnik, Ljubljana, Planinska zveza Slovenije, 2004 (ISBN 961-6156-52-7). -guide de randonnée alpine pour les Alpes kamniques (Club alpin slovène).
- PzS (no 266), GzS, Grintovci - 1 : 25 000, Ljubljana, 2005. -carte du Club alpin slovène.
- Gregor Kresal, Zimski vzponi, Ljubljana, Sidarta, 2007, 462 p. (ISBN 978-961-6027-47-2). -guide de glace et mixte.
- France Stele, Ljudje v Alpah, Komenda, F.Stele, 2006, 69 p. (ISBN 961-90068-7-9) -Les hommes dans les Alpes.